# 테이스페스
테이스페스(고대 그리스어: Τεΐσπης, 고대 페르시아어: 𐎨𐎡𐏁𐎱𐎡𐏁 Cišpiš; 아카드어: 𒅆𒅖𒉿𒅖 Šîšpîš, 엘람어: Ziišpiiš)는 기원전 675년부터 기원전 640년까지 안샨을 통치했다. 테이스페스는 페르시스의 아케메네스의 아들이며, 키루스 대왕의 조상이다. 키루스 1세와 아리아람네스가 그의 아들이라는 증거가 있다. 키루스 1세는 키루스 대왕의 할아버지이며, 아리아람네스는 다리우스 1세의 증조부이다.
기원전 7세기의 문헌에 따르면, 테이스페스는 페르시아가 메디아의 지배에서 해방된 뒤 건설된 것으로 추정되는 엘람의 도시 안샨을 정복하고 작은 왕국을 확장시켰다. 그때까지 그의 제국은 신아시리아 제국의 속국이였다. 그가 사망한 뒤 그의 둘째 아들 키루스 1세가 왕위를 계승했다.

## 이름
테이스페스의 고대 페르시아어 이름은 Čišpiš로 발음되지만,(월터 힌즈와 하이데마리 코흐는 *Čaišpiš로 발음한다.) 그의 이름이 고대 페르시아어가 아닐것으로 여겨진다. 뤼디거 슈미트는 테이스페스의 이름이 이란어일 수 있다고 설명하고, 잔 타베르니에는 테이스페스의 이름이 엘람어일 수 있다고 주장한다. 그것이 아니라면 그의 이름의 어원을 알 수 없을 것이다. 그의 이름은 후르리인들이 믿는 천둥의 신 테숍과 킴메르의 국왕 테쇼바의 이름과는 무관할 것이다. 그의 엘람어 별칭인 𒍝𒆜𒉿𒆜𒅆𒅀(Zaišpîšiya)와 그의 이름과의 연관성은 증명되지 않았다. 힌즈는 이것이 그의 이름인 *Čaišpišya의 형용사형이라 생각하지만, 슈미트는 *Čašpišya로 발음하는 것을 선호하며, 두 이름은 무관하다 생각한다.
바실리 아바예브는 Čišpiš가 '잘 자라는'을 뜻하는 고대 인도어 sú-śiśvi에서 유래했다고 주장하며, 자노스 하라마타는 그의 이름이 '지도자'를 뜻하는 소고드어 čp'yš에서 유래했다고 주장한다. 하지만, 타베르니에는 두 이론 모두에 동의하지 않는다. 보이치에흐 스칼모브스키는 테이스페스에 이름의 어원이 이란어라 생각하며, 테이스페스가 '생각, 지혜'를 뜻하는 고대 인도어 cit-와 '넘침'을 뜻하는 pi-의 합성어라 주장한다. 타베르니에는 엘람어에서 그의 이름이 기원한다는 가설 중에선 신뢰할 수 있는 가설이 없다고 설명한다. '갱신하다, 회복하다'를 의미하는 동사 어간 piš-는 일부 엘람어 이름에서 실제로 발견되지만, 첫 부분은 설명하기 어렵다. 타베르니에는 일부 엘람어 합성어에 포함되는 šiš의 근원인 šišnali가 '아름다움'을 뜻한다 생각한다. 타베르니에 따르면 이와 엘람어 *Šišpiš가 연관될 수 있으며, 이는 '아름다움을 보충하다'를 의미한다. 하지만 그는 왜 그의 엘람어 이름인 Zišpiš가 šišnali의 š가 아닌 Z를 첫 글자로 사용하는지 설명하지 못했다.
Čišpiš라는 이름을 한 또다른 인물에 대한 기록이 페르세폴리스 요새 보관소에서 발견되었다. 이 인물은 당시 수많은 지주 중 하나로서 기원전 530년부터 기원전 502년까지 살았으며, 엘람의 지역 중 하나인 질라-엄판과 관련되어 있다.

## 같이 보기
- 아케메네스 왕조
- 아케메네스 제국
- 아케메네스
- 아리아람네스

## 참고 문헌
- Akbarzadeh, D.; Yahyanezhad, A. (2006). 《The Behistun Inscriptions (Old Persian Texts)》 (페르시아어). Khaneye-Farhikhtagan-e Honarhaye Sonati. ISBN 964-8499-05-5.
- Kent, Ronald Grubb (2005). 《Old Persian: Grammar, Text, Glossary》 (페르시아어). translated into Persian by S. Oryan. ISBN 964-421-045-X.
- Schmitt, Rüdiger (1992). 〈ČIŠPIŠ〉. 《Encyclopaedia Iranica》 5.